# Папендорф (Варнов)
Папендорф (њем. Papendorf) општина је у њемачкој савезној држави Мекленбург-Западна Померанија. Једно је од 59 општинских средишта округа Бад Доберан. Према процјени из 2010. у општини је живјело 2.504 становника. Посједује регионалну шифру (AGS) 13051051.

## Географски и демографски подаци
Папендорф се налази у савезној држави Мекленбург-Западна Померанија у округу Бад Доберан. Општина се налази на надморској висини од 10 метара. Површина општине износи 22,6 km². У самом мјесту је, према процјени из 2010. године, живјело 2.504 становника. Просјечна густина становништва износи 111 становника/km².